# Birsta
Birsta är en ort och en extern köpstad i Sundsbruk, cirka 8 kilometer norr om centrala Sundsvall och cirka 6 kilometer söder om centrala Timrå. Birsta är Norrlands största köpcentrum, och Sveriges tredje största handelsområde som delas upp i Västra och Östra Birsta, på var sida om E4. Köpstaden har inalles cirka 150 butiker och restauranger.
Birsta utsågs mars 2010 till Sveriges bästa köpcentrum bland 150 köpcentrum rankade av besökarna i en undersökning av tidningen Market.
Dalgången har sedan förhistorisk tid varit bördig jordbruksmark och är rik på fornminnen, se ortens historia.

## Västra Birsta
Den första industri som exploaterade området var Spännbetong, som 1961 uppfördes vid Birstavägen. Ikeas fjärde varuhus i världen och tredje i Sverige efter de i Älmhult och Kungens kurva öppnade 1966 i Birsta. 1971 flyttade Fridhems möbler verksamheten till ett varuhus strax söder om Ikea. 1972 byggdes Ikanohuset, där nio handlare inklusive Ikea och livsmedelsbutiken Hemköp slog upp dörrarna.[källa behövs]

### Cupolen köpcentrum
Strax väster om det ursprungliga Ikanohuset byggdes 1988 Cupolen köpcentrum, där det idag finns ett tiotal butiker.

### Birsta City
Under 2006 flyttade Ikea till ett eget nybyggt varuhus på granntomten (f.d. Fridhems möblers tomt) och lämnade därmed 14 000 m² butiksytor i det gamla Ikanohuset. Detta förvandlades till köpcentrumet Birsta City, som nyinvigdes i mars 2008. Köpcentrumet, som dessförinnan hade ett 20-tal butiker, hade året efter ett 90-tal butiker och cirka 5 miljoner besökare. Utöver Birsta city och Cupolen köpcentrum finns ett fyrtiotal butiker och restauranger i västra Birsta.

### Birsta Syd
I södra delen av Västra Birsta finns handelsområdet Birsta Syd som till större delen tillkom under 2008.

## Östra Birsta
De första butikerna i Östra Birsta (f.d. byn Ljusta) öppnade i augusti 2007. Tio år senare fanns ett femtontal butiker på platsen.

### Birsta Handelsgård
Handelsplatsen Birsta handelsgård öppnades i Östra Birsta 2011–2012.

## Etymologi
Birsta stavades Bijrsta i en skattelängd från 1543, samt Bijerstad och Biirstad i andra tidiga källor, och ortnamnet har i Johan Nordlanders tolkning (1903) associerats till mansnamn som Birgher eller Birieszon. Ortnamnsändelsen -sta (ställe) är vanligt förekommande vid vikingatida orter i Norge, Island, södra Norrland och i Svealand.

## Ortens historia
Birsta köpstad ligger där byarna Birsta (i centrala delen av handelsområdet), Sköns prästbord (norr om Ljustabäcken), Ljusta (idag Östra Birsta) och Stavre tidigare låg; samtliga tillhörande Sköns socken. Området gränsar till byarna Färsta, Målås och Gudmundsbyn som fortfarande finns kvar, samt förorterna Sundsbruk (f.d. byn Sund) och Ljustadalen. Området tillhörde Sköns köping fram till 1965, då köpingen uppgick i Sundsvalls stad.

### Byn Birsta
En vikingatida myntskatt hittades 1834 i Birsta, sannolikt nedlagd under första halvan av 900-talet. Depåfyndet innehöll 135 mynt från det arabiska Abbasidkalifatet och den persiska dynastin Samaniderna, åren 765 till 907 e.Kr. Ytterligare 35 arabiska mynt hittades på samma plats året därpå, med kufisk (arabisk) inskription. Fler myntskatter från järnåldern har återfunnits i närliggande byar och längs Indalsälven, bland annat 54 silvermynt i Sund, präglade i olika europeiska riken åren 936–1035 och flera bysantinska mynt i Gudmundsbyn, väster om Birsta. Högstatusfynd i storhögar i Västland, strax norr om Sköns kyrka, tyder på att en aristokrati levde där. Indalsälvens dåvarande mynning kan ha legat närmare Birsta, och fynden har tolkats som att området kring Birsta och vid Alnösundet utgjorde viktig handelsplats för den skinn- och pälshandel som bedrevs längs med Indalsälven och Ångermanälven med en fångstkultur, eventuellt samisk, som levde i inlandet sida vid sida med bondekulturen, och stod för skinnvarorna. Handelsvarorna förmedlades vidare från Skön till Uppland och därifrån till Romarriket och Svarta havsområdet. Birsta hade en central plats i Sköns socken, vars många järnåldersgravar visar att det var en rik jordbruksbygd under järnåldern såväl som medeltiden, och nära Västland som var ett av Medelpads tre maktcentra; de andra var Selånger och Kvissle-Nolby-Prästbolet.
Fornforskaren Johan Bure besökte orten mellan år 1600 och 1601 för att utforska Bureättens rötter. Han fick av kyrkoherden i Skön höra legenden om att Fale hin unge från byn Birsta (som enligt honom har stavats 'Byrestad', vilket inte kan verifieras i något bevarat källmaterial) i Sköns socken skulle ha räddat en kungason. Fale hin unges medeltida gravsten fanns på Sköns kyrkogård vid den här tiden, och finns idag inne i Sköns nya kyrkas vapenhus. Johan Bure väljer att tolka Byrestad till ”Bures stad”, och utser Fale hin unge, som han kallar Fale Bure, till stamfader för Bureätten. Johan Bures version är att Fale Bure räddade den blivande kung Erik Knutsson  undan att bli dödad vid slaget vid Älgarås år 1205 som sina äldre bröder av Sverkers män. Fale Bure räddade enligt Johan Bure undan den yngste sonen Erik till sin gård i Byrestad, Medelpad, och "bar Erik undan farligheten, varefter han för säkerhets skull förde honom till Norge". Fale skulle ha låtit bygga Sköns slott, vilket senare skulle ha förvandlats till Sköns gamla kyrka, som helt korrekt var en försvarskyrka.
Denna släktsaga förkastades år 1890 av överbibliotekarie Leonard Bygdén som myt och har sedan dess fortsatt att betraktas med skepsis av källkritiska forskare. Bygdén kunde visa att den ursprungliga legenden om Fale hin unge med all sannolikhet återgick på Fartegn unge, medeltida underlagsman från Medelpad.

### Ljusta (Östra Birsta)

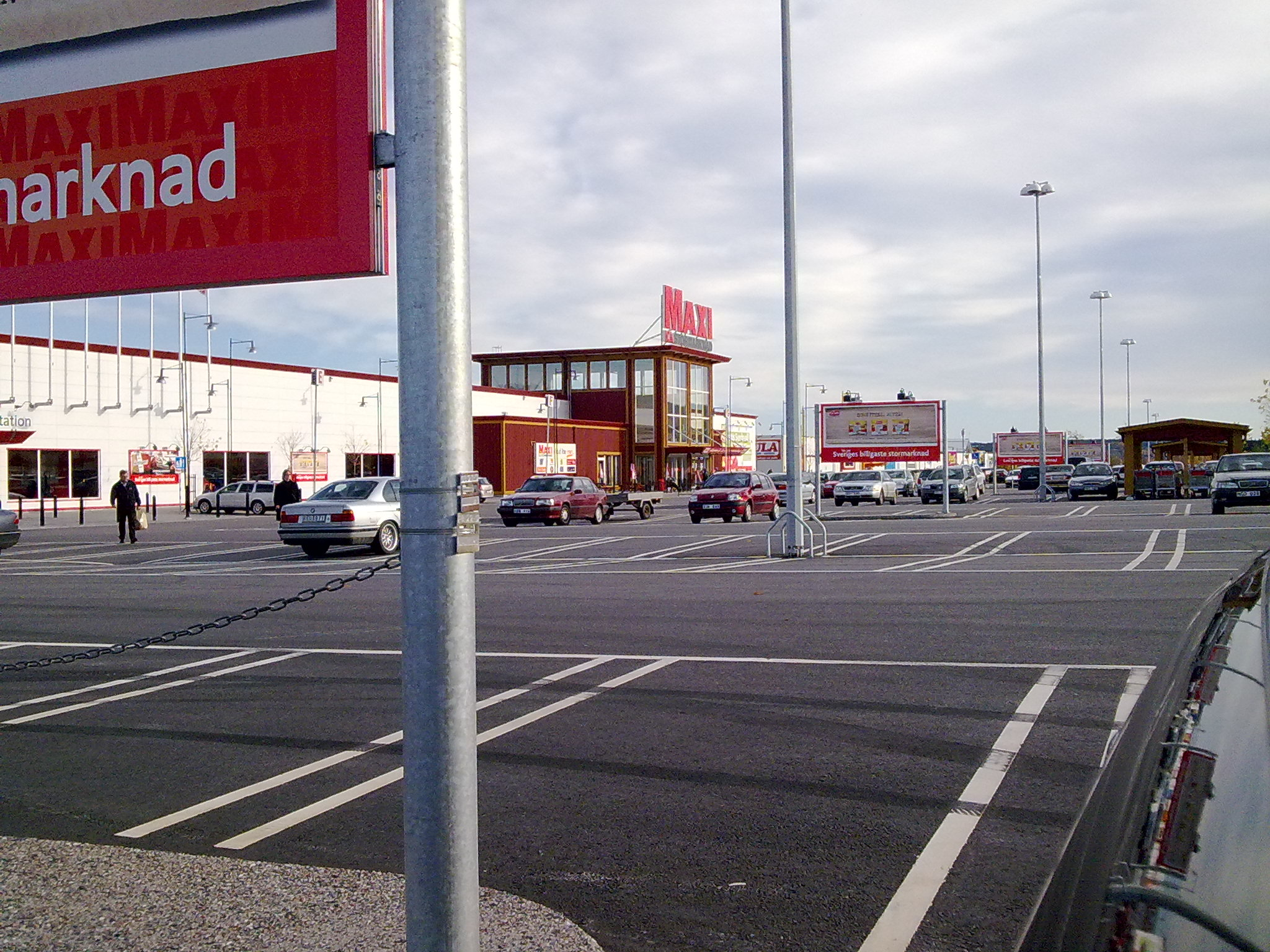
Östra Birsta.

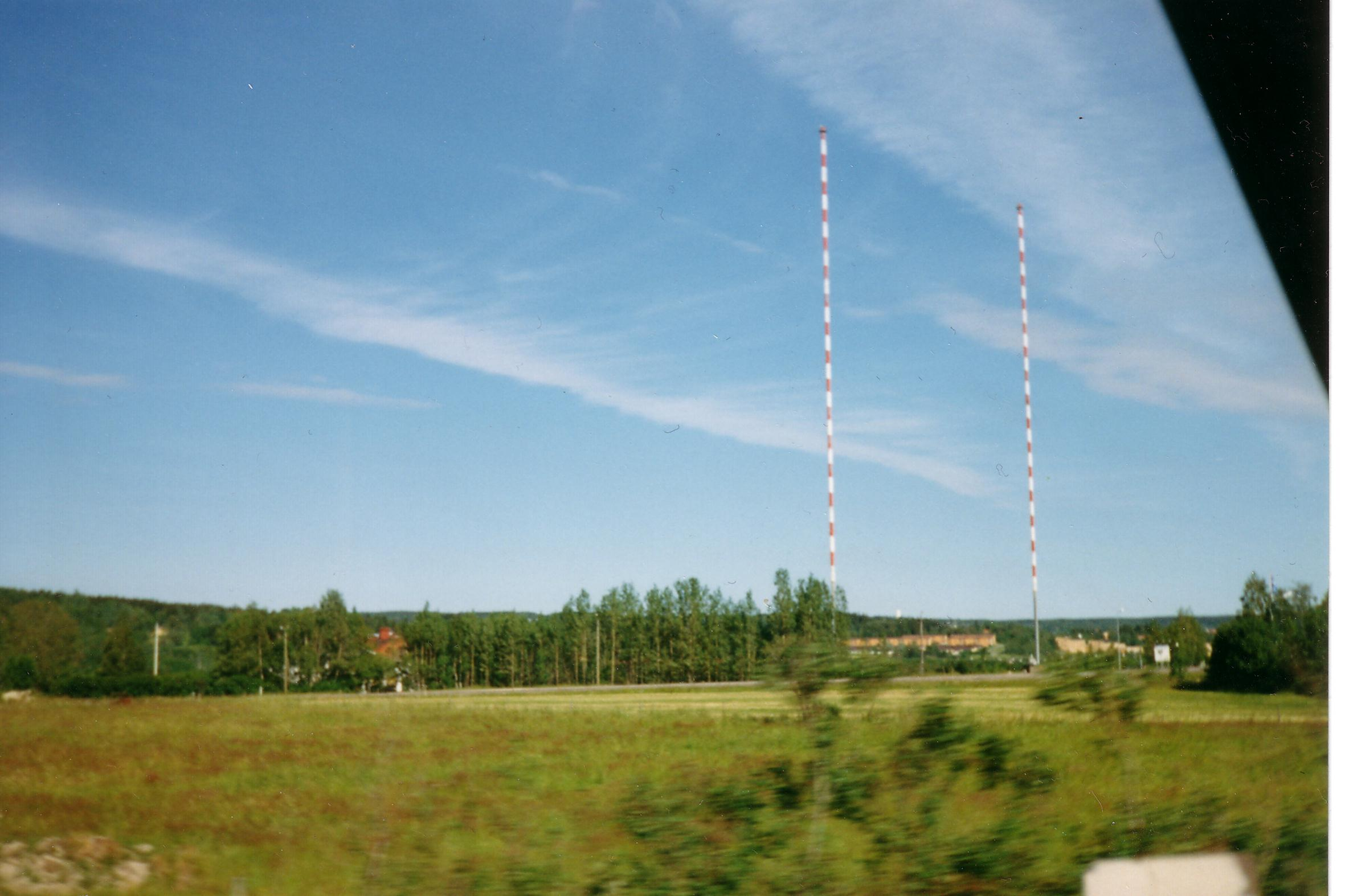
Två 220 meter höga mellanvågsmaster i Sundsvall, 14 juli 1995. Masterna sprängdes december 1996.

En keramikverkstad från 1600-talet, unik för Västernorrland, samt en kvarn och rester av en järn- och kopparsmedja, också sannolikt från 1600-talet, hittades 2008 i byn Ljusta, som i dag kallas östra Birsta.
Bygränserna för byarna Ljusta (idag Östra Birsta) och Prästbordet (norra delen av Birsta industriområde) går tillbaka till vikingatid, baserat på att ortnamnen slutar på -sta och på placering i förhållande till Ljustabäcken, som då var en havsvik. Det äldsta belägget för namnet Ljusta finns i ”Hjälpskattelängd för Medelpad 1535”, som är den äldsta bevarade skattelängden för Medelpad. Där finns en ”Martthen i Jwsstadz”. Andra stavningar av Ljusta är Jwsstadh år 1535, Givsta 1543 och Giustad 1547 och 1615. En tolkning av namnet Ljusta går tillbaka på ett äldre namn på Ljustabäcken; *geus¯a, med betydelsen ”ån som spottar/ryter”, det vill säga rytån/spottån eller möjligtvis rytaren/spottaren..
Sundsvalls rundradiostation, med två 220 meter höga radiomaster, restes på 1950-talet i området. Mellanvågssändarna var i drift 1952–1978. Masterna sprängdes i december 1996, och det omkringliggande skyddsområdet kunde därmed bebyggas.
De sista gårdarna i Ljusta brändes ned 2009, för exploatering av området.

### Sköns prästbord
Ålderdomshemmet Sköns försörjningshem låg i norra delen av industriområdet och var i bruk från 1891 tills det dömdes ut av socialstyrelsen 1947 och revs 1964. Anläggningen innefattade även dårhus. I byggnadens källare inrymdes fram till 1942 folkskolans årskurser 1–2. Under tidigt 1900-tal fanns ett barnhem i en separat byggnad.

### Transporter
År 1916 byggdes järnvägen Ådalsbanan genom området och fick då en anslutning vid ålderdomshemmet. I samband med den pågående upprustningen av Ådalsbanan planeras en mötesstation väster om Birsta.[källa behövs]
E4-motorvägen söder om Birsta byggdes 1962, och norr om Birsta (inklusive Birsta norra trafikplats) cirka 1972, varvid ”gamla E4:an”, f.d. rikshuvudväg 13, fick namnet Norra vägen.
För att avlasta den norra trafikplatsen byggdes en ny sydlig trafikplats 2005, som fick anslutning via rondell till Östra Birsta 2007. 2009 sköts en tunnel in under E4:an, i syfte att underlätta busstrafik mellan Östra och Västra Birsta.